# KRL F.C.
Khan Research Laboratories Football Club – pakistański klub piłkarski z siedzibą w Rawalpindi, najbardziej utytułowany klub w Pakistanie, pięciokrotny mistrz Pakistanu oraz sześciokrotny zdobywca Pucharu Pakistanu.

## Sukcesy
- Mistrzostwo Pakistanu: (5×)
  - 2009/10, 2011/12, 2012/13, 2013/14, 2018/19
- Puchar Pakistanu: (6×)
  - 2009, 2010, 2011, 2012, 2015, 2016
- NBP President's Cup: (1×)
  - 2017

| Sezon   | Liga                    | Liczba drużyn | Pozycja        | Puchar Pakistanu | Puchar Prezydenta AFC | Puchar AFC |
| ------- | ----------------------- | ------------- | -------------- | ---------------- | --------------------- | ---------- |
| 2004/05 | Pakistan Premier League | 16            | 3              | –                | –                     | –          |
| 2005/06 | Pakistan Premier League | 12            | 3              | Półfinał         | –                     | –          |
| 2006/07 | Pakistan Premier League | 12            | 3              | –                | –                     | –          |
| 2007/08 | Pakistan Premier League | 14            | 3              | Finalista        | –                     | –          |
| 2008/09 | Pakistan Premier League | 14            | 3              | Zwycięzca        | –                     | –          |
| 2009/10 | Pakistan Premier League | 14            | Zwycięzca      | Zwycięzca        | Faza grupowa          | –          |
| 2010/11 | Pakistan Premier League | 16            | 2              | Zwycięzca        | –                     | –          |
| 2011/12 | Pakistan Premier League | 16            | Zwycięzca      | Zwycięzca        | Finał fazy grupowej   | –          |
| 2012/13 | Pakistan Premier League | 16            | Zwycięzca      | Ćwierćfinał      | Finalista             | –          |
| 2013/14 | Pakistan Premier League | 16            | Zwycięzca      | Ćwierćfinał      | Faza grupowa          | –          |
| 2014/15 | Pakistan Premier League | 12            | 6              | Zwycięzca        | –                     | –          |
| 2016/17 | Pakistan Premier League | –             | Nie rozgrywano | Zwycięzca        | –                     | –          |
| 2018/19 | Pakistan Premier League | 16            | Zwycięzca      | Faza grupowa     | –                     | –          |

## Obecny skład
Stan na 13 stycznia 2019
| Nr | Poz. | Piłkarz                |
| -- | ---- | ---------------------- |
| 1  | BR   | Tanveer Mumtaz         |
| 2  | OB   | Muhammad Shahid        |
| 3  | OB   | Arslan Ali             |
| 4  | PO   | Rajab Ali              |
| 5  | PO   | Waqar Ithisham         |
| 6  | NA   | Izharullah Khan        |
| 7  | PO   | Zia Us-Salam (kapitan) |
| 8  | NA   | Iftikhar Ali Khan      |
| 9  | NA   | Rizwan Asif            |
| 10 | PO   | Umair Ali              |
| 11 | PO   | Yousef Ahmed           |
| 12 | OB   | Abdul Qadeer           |
| 13 | NA   | Hafiz Shah Wali        |
| 14 | OB   | Mazdaq Maqsood         |

| Nr | Poz. | Piłkarz                     |
| -- | ---- | --------------------------- |
| 15 | OB   | Imran Khan                  |
| 16 | NA   | Danish Hameed               |
| 17 | PO   | Zaid Umar                   |
| 18 | OB   | Ghulam Fareed               |
| 19 | PO   | Junaid Ahmed                |
| 20 | NA   | Zeeshan Siddiqui            |
| 21 | PO   | Muhammad Adil (wicekapitan) |
| 22 | PO   | Abdul Razzaq                |
| 23 | BR   | Nasrullah                   |
| 24 | BR   | Hasan Riaz                  |
| 25 | OB   | Ali Agha                    |
| 26 | PO   | Yasir Afridi                |
| 27 | OB   | Abdul Rahman                |
| 28 | OB   | Junaid Shah                 |